# Shellac

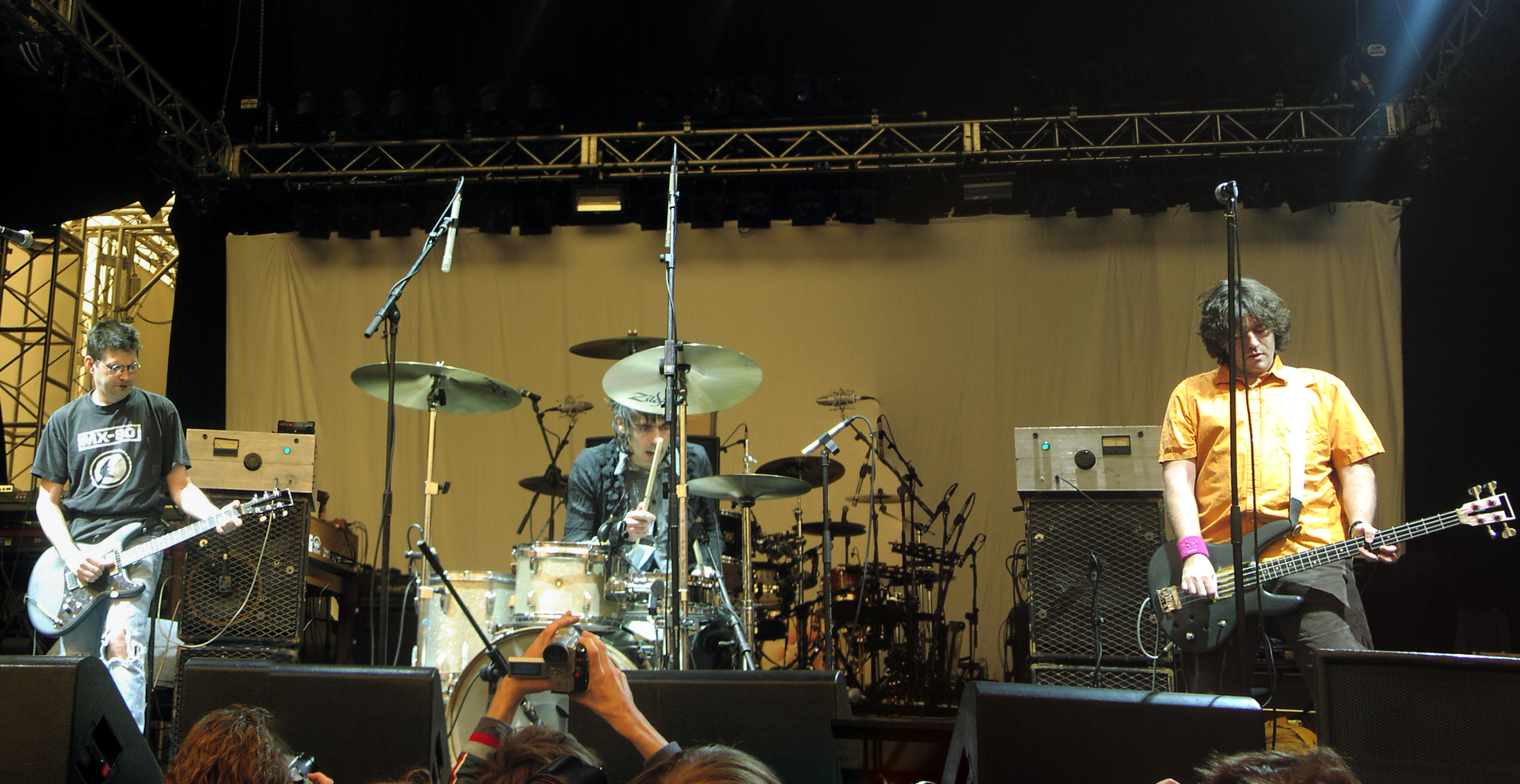
Shellac

Shellac is een Amerikaanse mathrock- en noiserockband.

## Geschiedenis
Shellac (ze noemen zich zelf soms ook wel "Shellac of North America") is een band van Steve Albini (gitaar en zang), Bob Weston (bas en zang) en Todd Trainer (drums en zang). Ze worden bestempeld als noiserock en mathrock, maar ze noemen zichzelf meer een "minimalist rock trio".
De band bracht onder andere een splitsingle uit met Caesar, die alleen verkrijgbaar was bij het boek Barbaraal: Sex, drugs & strips van small press-striptekenares Barbara Stok. Dit boek werd gepresenteerd op Lowlands en was een week later uitverkocht. 

## Discografie

### Albums
- At Action Park (1994)
- Terraform (1998)
- 1000 Hurts (2000)
- Excellent Italian Greyhound (2007)
- Dude Incredible (2014)
- The End of Radio (2019)
- To All Trains (2024)